# Капелле
Капелле (нід. Capelle) — село в нідерландській провінції Північний Брабант. Входить до муніципалітету Валвейк.
Його площа становить 18,90 км², а населення станом на 2021 рік складало 2 800 осіб.
Перша згадка про населений пункт датується 1257 роком.
До 1923 року мало статус окремого муніципалітету.